# Championnat du Botswana de football 2024-2025
Navigation
Saison précédente Saison suivante
La saison 2024-2025 du Championnat du Botswana de football est la cinquante-neuvième édition du championnat de première division au Botswana. Les seize meilleures équipes du pays sont regroupées au sein d’une poule unique où ils s’affrontent deux fois au cours de la saison, à domicile et à l’extérieur. En fin de saison, les trois derniers du classement sont relégués et remplacés par les trois meilleurs clubs de deuxième division.
Le club Jwaneng Galaxy FC est le tenant du titre.

## Qualifications continentales
Le champion du Botswana se qualifie pour la Ligue des champions de la CAF 2025-2026 tandis que le vainqueur de la Coupe du Botswana obtient son billet pour la Coupe de la confédération 2025-2026.

## Les clubs participants
- Township Rollers
- Orapa United
- Jwaneng Galaxy FC
- Botswana Defence Force XI
- Security Systems FC
- Morupule Wanderers
- Gaborone United
- Sua Flamingo FC
- Masitaoka FC remplacé par Mochudi Centre Chiefs
- Nico United
- TAFIC FC
- Matebele FC
- VTM FC
- Chadibe FC - Promu de D2
- União Flamengo Santos - Promu de D2
- LCS Extension Gunners - Promu de D2

## Compétition
Le barème utilisé pour établir le classement est le suivant :
- Victoire : 3 points
- Match nul : 1 point
- Défaite : 0 point

### Classement
| Rang | Équipe                    | Pts | J  | G  | N  | P  | Bp | Bc | Diff |
| ---- | ------------------------- | --- | -- | -- | -- | -- | -- | -- | ---- |
| 1    | Gaborone United           | 66  | 30 | 20 | 6  | 4  | 56 | 23 | +33  |
| 2    | TAFIC FC                  | 60  | 30 | 17 | 9  | 4  | 51 | 23 | +28  |
| 3    | Sua Flamingo FC           | 59  | 30 | 17 | 8  | 5  | 63 | 31 | +32  |
| 4    | Jwaneng Galaxy FC T C     | 59  | 30 | 15 | 14 | 1  | 43 | 20 | +23  |
| 5    | Mochudi Centre ChiefsP    | 56  | 30 | 15 | 11 | 4  | 46 | 20 | +26  |
| 6    | Township Rollers          | 54  | 30 | 15 | 9  | 6  | 37 | 28 | +9   |
| 7    | Morupule Wanderers        | 42  | 30 | 12 | 6  | 12 | 41 | 36 | +5   |
| 8    | Orapa United              | 40  | 30 | 9  | 13 | 8  | 36 | 31 | +5   |
| 9    | VTM FC                    | 35  | 30 | 8  | 11 | 11 | 36 | 33 | +3   |
| 10   | Nico United               | 32  | 30 | 7  | 11 | 12 | 18 | 32 | -14  |
| 11   | Botswana Defence Force XI | 31  | 30 | 7  | 10 | 13 | 28 | 33 | -5   |
| 12   | Matebele FC               | 30  | 30 | 8  | 6  | 16 | 30 | 45 | -15  |
| 13   | LCS Extension Gunners P   | 29  | 30 | 8  | 5  | 17 | 25 | 48 | -23  |
| 14   | Security Systems FC       | 26  | 30 | 6  | 8  | 16 | 30 | 45 | -15  |
| 15   | Chadibe FC P              | 16  | 30 | 2  | 10 | 18 | 19 | 62 | -43  |
| 16   | União Flamengo Santos P   | 13  | 30 | 2  | 7  | 21 | 18 | 67 | -49  |

|  | Qualification pour la Ligue des champions de la CAF 2025-2026         |
|  | Qualification pour la Coupe de la confédération 2025-2026             |
|  | Relégation directe en deuxième division                               |
|  | T : Tenant du titre C ; Vainqueur de la Orange FA Cup P : Promu de D2 |

- Jwaneng Galaxy FC est qualifié pour la Coupe de la confédération 2025-2026 en tant que vainqueur de la Coupe du Botswana[2].
- Gaborone United remporte son huitième titre de champion du Botswana[3].

## Bilan de la saison
| Championnat du Botswana de football 2024-2025 |                            |
| Champion                                      | Gaborone United (8e titre) |
| Coupes et trophées                            |                            |
| Vainqueur de la Coupe du Botswana 2024-2025   | Jwaneng Galaxy FC          |
| Qualifications continentales                  |                            |
| Ligue des champions de la CAF 2025-2026       | Gaborone United            |
| Coupe de la confédération 2025-2026           | Jwaneng Galaxy FC          |
| Promotions et relégations                     |                            |
| Promus en Premier League                      | Santa Green FC             |
| Promus en Premier League                      | Police XI                  |
| Promus en Premier League                      | Calendar Stars             |
| Relégués en Second Division                   | Security Systems FC        |
| Relégués en Second Division                   | Chadibe FC                 |
| Relégués en Second Division                   | União Flamengo Santos      |